# Kronborg Cyclocross
De Kronborg Cyclocross was een veldrit gehouden in het Deense Helsingør. De wedstrijd werd, sinds het seizoen 2014-2015, in oktober gehouden. Het was de enige UCI-veldrit in Denemarken, dit onder de laagste categorie: C2.
Er werd zowel een wedstrijd voor mannen als een wedstrijd voor vrouwen gereden.

## Erelijst

### Mannen
| Datum  | Klassement | Cat. | Winnaar            | Tweede           | Derde              |
| ------ | ---------- | ---- | ------------------ | ---------------- | ------------------ |
| 2018   |            |      | Benjamin Justesen  | Henrik Jansson   | Fredrik Haraldseth |
| 2017   |            |      | David Eriksson     | Henrik Jansson   | Martin Eriksson    |
| 2016 2 |            |      | Kenneth Hansen     | Karol Michalski  | Emil Hekele        |
| 2016 1 |            |      | Morten Laustsen    | Kenneth Hansen   | Karol Michalski    |
| 2015   |            |      | Jens Vandekinderen | Simon Andreassen | Martin Eriksson    |
| 2014   |            |      | Ole Quast          | Kenneth Hansen   | Joachim Parbo      |

### Vrouwen
| Datum  | Klassement | Cat. | Winnaar              | Tweede                | Derde                |
| ------ | ---------- | ---- | -------------------- | --------------------- | -------------------- |
| 2018   |            |      | Ida Erngren          | Asa Maria Erlandsson  | Kristina Thrane      |
| 2017   |            |      | Caroline Bohé        | Lisette Rosenbeck     | Malene Degn          |
| 2016 2 |            |      | Stefanie Paul        | Caroline Bohé         | Asa Maria Erlandsson |
| 2016 1 |            |      | Asa Maria Erlandsson | Rikke Lønne           | Caroline Bohé        |
| 2015   |            |      | Asa Maria Erlandsson | Cecilie Uttrup Ludwig | Trine Schmidt        |
| 2014   |            |      | Ida Jansson          | Asa Maria Erlandsson  | Annika Langvad       |